# Chamelea gallina
Chamelea gallina is een tweekleppigensoort uit de familie Veneridae. De wetenschappelijke naam van de soort is gepubliceerd in 1758 door Linnaeus in de tiende editie van Systema naturae als Venus gallina.

Rechter klep
Linker klep

var. corrugatula

Rechter klep
Linker klep